# Blåbær
Blåbær er blå eller næsten sorte og dækket af et vokslag, der giver skindet en lettere dugget overflade. Der findes over 450 arter i slægten Bølle (Vaccinium). Den plante der i Danmark sælges som "blåbær" er den nordamerikanske art Storfrugtet Blåbær (Vaccinium corymbosum). Den vilde, danske blåbær Vaccinium myrtillus kaldes enten for Almindelig Blåbær eller blot Blåbær. Frugtkød og saft fra Almindelig Blåbær er meget violet, men mens den dyrkede Storfrugtet Blåbær har mere hvidligt eller grønligt kød. Smagen er mild og aromatisk. Bærrene anvendes til desserter, i kager og til syltetøj.

## Ernæring
Bærret indeholder C-vitamin, karotin, jern og magnesium. Bæret anvendes også i naturmedicin, og det menes at have en lægende og desinficerende virkning[kilde mangler]. Kogt blåbærsaft er blevet anvendt mod diarré. Til gengæld kan blåbærrets farvestoffer være skadelige, hvis man spiser for store mængder.